# Ингушское дело

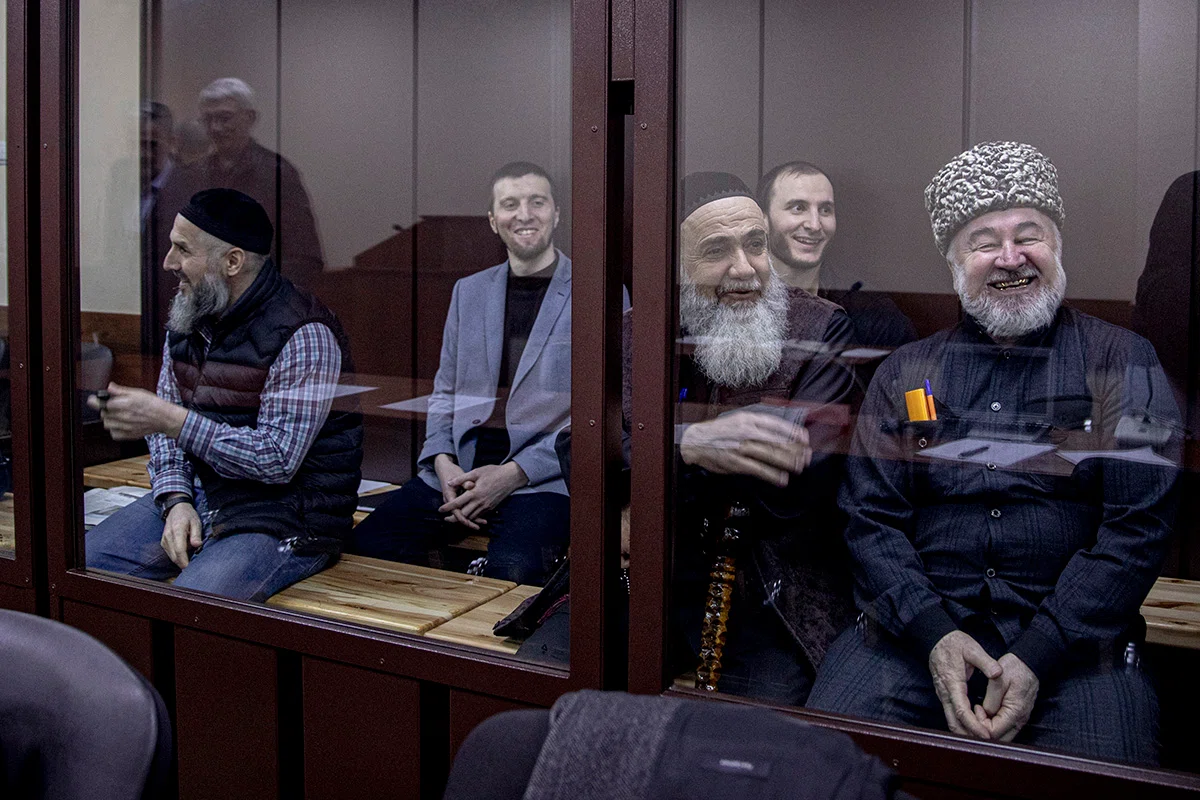
Фигуранты дела: Муса Мальсагов, Ахмед Барахоев, Малсаг Ужахов, Исмаил Нальгиев, Багаудин Хаутиев

«Ингушское дело» — серия уголовных дел, возбуждённых после массовых гражданских протестов в 2018 и 2019 годах, прошедших в Ингушетии, против Соглашения о закреплении границы между регионами, подписанного главой Ингушетии Юнус-Беком Евкуровым и главой Чечни Рамзаном Кадыровым 26 сентября 2018 года, а также его ратификации депутатами Народного собрания Республики Ингушетия.
Это одно из самых крупных уголовных дел на Северном Кавказе. Фигурантов дела обвиняют в организации насилия в отношении силовиков (ч. 3 ст. 33, ч. 2 ст. 318 УК РФ), создании экстремистской организации и участии в ней (ч. 1 и 2 ст. 282.1 УК РФ). Одного из подсудимых, Малсага Ужахова, также обвиняют в «руководстве некоммерческой организацией, побуждающей граждан к отказу от исполнения гражданских обязанностей или к совершению иных противоправных деяний» (ч. 2 ст. 239 УК РФ), а Ахмеда Барахоева — в участии в этой организации (ч. 3 ст. 239 УК РФ). Под организацией имеется в виду Совет тейпов ингушского народа, ныне ликвидированный Минюстом. По версии следствия, все нарушения закона имели место в 2019 году, во время массовых протестов в Ингушетии. Кисловодский городской суд, не вместивший всех участников процесса, перебрался в здание Ессентукского городского суда. Каждую неделю из пятигорского СИЗО-2 сюда возили семерых человек: шесть мужчин (среди них двое пожилых) и женщину. В декабре 2021 года Кисловодский городской суд на выездном заседании в Ессентуках огласил приговор фигурантам дела. Они получили от семи с половиной до девяти лет лишения свободы.

## Предыстория
26 марта 2019 года в Магасе начался спонтанный массовый митинг: на площадь вышли несколько десятков тысяч человек. Накануне региональный парламент принял в первом чтении поправки к закону о референдуме. Согласно поправкам, норма об обязательном вынесении на референдум вопроса о границах республики упразднялась. Годом ранее, в 2018-м, ингушские власти тайно согласовали с Чечнёй ранее не существовавшую административную границу. У части жителей Ингушетии эта неформальность вызвала недовольство, в результате чего начались общественные обсуждения о том, что граница прошла неверно. Несогласные с новыми границами отсылались к тому, что исконно ингушские территории отошли Чечне. Осенью 2018 года в Магасе случился первый многотысячный несогласованный митинг, участники которого вели себя мирно. Уже через две недели акции протеста прекратились сами собой, при этом никто протестующих не разгонял — всё прошло строго в рамках закона и традиций.
Весь следующий год активисты пытались по закону опротестовать соглашение о границах, и немалую роль в этом деле играл Совет тейпов ингушского народа. Эта организация не имела каких-либо официальных полномочий: в ней собирались представители ингушских тейпов — родоплеменных объединений ингушей. Вместе они дошли сначала до Конституционного суда Ингушетии, а затем — до Конституционного суда России, но безрезультатно. Позже ингушский парламент в тайне от граждан вычеркнул из закона о референдуме строчку об обсуждении границ.
Для ингушей земельный вопрос республики является острой темой. Протесты, случившиеся 2019 годах, были стихийными и обширным: на площадь перед НТРК «Ингушетия» в Магасе вышло около 100 тысяч человек, что на тот момент составляло около 20% населения всей республики. Мужчины, женщины, старейшины и другие представители ингушского общества стояли на улице сутками. Митинг был согласован лишь на 26 марта, но протестующие остались на ночь. Рано утром, 27 марта, приехавшие из других регионов росгвардейцы начали разгон митинга. Протестующие стали сопротивляться, начались столкновения, попытка разгона митингующих оказалась неудачной.

## Уголовное преследование
27 марта 2019 года СК по Северо-Кавказскому федеральному округу возбудил уголовное дело на некоторых видных участников протестов по статьям о массовых беспорядках и применении насилия в отношении силовиков.